# Avenue Marien
L'avenue Marien est une voie de Montréal-Est, dans l'agglomération de Montréal.

## Situation et accès
Cette avenue, longue de 4,4 kilomètres, est la principale artère nord-sud de la ville de Montréal-Est sur l'île de Montréal. Elle débute au quai de chargement de Pétro-Canada (aujourd'hui Suncor) au sud de la rue Notre-Dame sur les berges du fleuve Saint-Laurent et se termine à l'intersection du boulevard Henri-Bourassa aux limites du quartier Rivière-des-Prairies de l'arrondissement Rivière-des-Prairies–Pointe-aux-Trembles de Montréal.

## Origine du nom
L'avenue Marien a été nommée en l'honneur d'anciens propriétaires de terrain dans le secteur.

## Historique
Elle a été dénommée « avenue Marien » en 1910. Une partie de la 65e avenue du quartier Rivière-des-Prairies entre la 5e rue et le boulevard Perras a été renommée « boulevard Marien » en 1987 étant donné qu'elle est située dans le même axe que l'avenue Marien de Montréal-Est.